# Sassuolo Volley
Il Sassuolo Volley è stata una società pallavolistica femminile italiana con sede a Sassuolo.

## Storia
Il Sassuolo Volley viene fondato nel 2005 per volere del presidente Claudio Giovanardi: a seguito della rinuncia di alcune squadre, il neonato club viene ripescato in Serie A2, disputando la sua prima stagione nell'annata 2005-06, sfiorando la promozione in Serie A1 con l'uscita in semifinale nei play-off; questa arriva tuttavia nella stagione successiva, quando, dopo il terzo posto in regular season, vince i play-off battendo nella serie finale la Virtus Roma: nella stessa annata vince il primo trofeo della sua storia, ossia la Coppa Italia di Serie A2.
Nella stagione 2007-08 debutta in Serie A1, conducendo un campionato di metà classifica, così come avviene nell'annata successiva, qualificandosi per i play-off scudetto, eliminata entrambe le volte ai quarti di finale: la società di Sassuolo esce ai quarti anche alle due partecipazioni alla Coppa Italia. Al termine della stagione 2008-09, il presidente, dopo aver tentato di iscrivere la squadra alla Serie B1, annuncia il ritiro del club dall'attività agonistica a causa di problemi economici.

## Palmarès
- Coppa Italia di Serie A2: 1

2006-07